# Кулик Григорій Іванович
Григорій Іванович Кулик (28 жовтня (9 листопада) 1890, село Дудникове, Полтавської губернії, Російської імперії — розстріляний 24 серпня 1950, Москва) — військовий і політичний діяч СРСР, Герой Радянського Союзу (1940). Маршал Радянського Союзу (1940), неодноразово зазнавав репресій, з пониженням у званні до генерал-майора та з позбавленням звання Героя Радянського Союзу, та зрештою розстріляний. У 1957 році посмертно реабілітований та поновлений у військовому званні Маршала Радянського Союзу та званні Героя Радянського Союзу і в правах на нагороди. Член ЦК ВКП(б) у 1939—1942 роках. Депутат Верховної ради СРСР 1-го скликання у 1937—1946 роках.

## Життєпис
Народився у селі Дудникове (на той час Полтавська губернія, Російської імперії) у селянській родині.
З 1912 року на військовій службі в імператорській армії. Брав участь у Першій світовій війні. В 1917 році вступив в РСДРП(б). В 1917 році голова солдатського комітету, пізніше у Червоній гвардії.
З 1918 року у Червоній Армії. Під час громадянської війни був губернським військовим комісаром, начальником гарнізону Харкова, командував артилерією 5-ї, 10-ї, 14-ї , і в тому числі 1-ї кінної армії. Після війни — на командних постах в артилерії.
З 1921 року — начальник артилерії Північно-Кавказького військового округу, потім — помічник начальника артилерії Робітничо-Селянської Червоної Армії. З 1926 по 1930 рік начальник Артилерійського управління РСЧА.
З 1930 — командир дивізії, з 1932 — командир і комісар корпусу. Закінчив Військову академію імені Фрунзе у 1932 році.
Під час масових репресій серед командирського складу зміг швидко піднятися по щаблях кар'єри. З 1937 — знову на посаді начальника Артилерійського управління РСЧА, з 1939 року командарм 1-го рангу Г. І. Кулик заступник Наркома оборони СРСР і начальник Головного артилерійського управління. Під час арештів 1939-го пробував захищати деяких воєначальників, у 1938 звернувся до Сталіна з пропозицією припинити репресії проти командирського складу. В 1939 році на Кулика було покладено координацію дій Українського і Білоруського фронтів, котрі окупували Західну Україну і Західну Білорусь.
21 березня 1940 року командарму 1-го рангу Г. І. Кулику присвоєно звання Героя Радянського Союзу за зразкове виконання бойових завдань командування у радянсько-фінській війні 1939—1940 років. У травні 1940 року отримав військове звання Маршала Радянського Союзу.
Після початку Німецько-радянської війни 22 червня 1941 року був направлений представником Ставки ВГК  на  Західний фронт, де потрапив у німецьке оточення під Білостоком, але зміг прорватися до своїх. Перебуваючи в оточенні Кулик наказав своїм підлеглим зняти із своїєї форми знаки розрізнення, а сам перевдягнувся у селянський одяг. У серпні 1941-го призначений командувачем 54-ї армії, що діяла на Ленінградському фронті. Після ряду невдач у вересні 1941 його знято з поста. У 1941 Григорія Кулика за особистим розпорядженням Сталіна відправили в Керч для організації оборони, проте 16 листопада Керч було здано. Кулик виявився невдалим воєначальником та втратив довіру Сталіна. 16 лютого 1942 року дії Кулика розглянув Верховний суд СРСР за звинуваченням у капітуляції Керчі і Ростова. Був позбавлений посади члена ЦК партії. В березні 1942 року його понизили у званні до генерал-майора, та пізніше, у квітні 1943 року був підвищений у військовому званні до генерал-лейтенанта. У квітні-вересні 1943 року командував 4-ю гвардійською армією, на чолі якої визволяв рідну йому Полтавщину. Але за наказом Хрущова генерал був знятий з посади перед форсуванням Дніпра. 
З січня 1944 — заступник начальника Головного управління формування РСЧА. Після того, як його начальник І. Смородінов дав знати про «моральну нечистоплотність і барахольство» Кулика, його знову понизили до генерал-майора (1945). Після війни Кулик став заступником командувача Приволзького військового округу.
У 1946 році під час післявоєнної чистки командирського складу Кулика зняли з посади. 11 січня 1947 року його заарештували. 25 серпня 1950 засудили до смертної кари і розстріляли.
У 1956—1957 роках кримінальну справу проти Григорія Івановича Кулика було припинено, був реабілітований та посмертно відновлений у званні Маршала Радянського Союзу і в правах на нагороди.